# Municipio de Raritan (Dakota del Sur)
El municipio de Raritan (en inglés, Raritan Township) es un municipio ubicado en el condado de Day, Dakota del Sur, Estados Unidos. Según el censo de 2020, tiene una población de 69 habitantes.
Abarca una zona exclusivamente rural.

## Geografía
Está ubicado en las coordenadas 45°26′33″N 97°32′26″O / 45.44250, -97.54056 (45.442387, -97.540608). Según la Oficina del Censo de los Estados Unidos, tiene una superficie total de 92.20 km², de la cual 89.85 km² corresponden a tierra firme y 2.35 km² son agua.

## Demografía
Según el censo de 2020, hay 69 personas residiendo en la zona. La densidad de población es de 0.77 hab./km².  La totalidad de los habitantes son blancos. No hay hispanos o latinos viviendo en la región.

## Gobierno
El municipio está gobernado por una junta de tres supervisores. Hay también un secretario, un tesorero y un encargado del control de hierbas.